# Movimiento Popular de Ucrania
El Movimiento Popular de Ucrania (en ucraniano: Народний Рух України, Narodny Ruj Ukraíny) es un partido político ucraniano. De tendencia centroderechista. A menudo se refiere a sí mismo simplemente como "El Movimiento" (Рух, Ruj). Es miembro observador del Partido Popular Europeo.
El Ruj tiene a la mayoría de sus votantes en Ucrania Occidental. En noviembre de 2016, contaba con 35.000 miembros.

## Historia

### Movimiento público
Inicialmente fundado como el Movimiento Popular de Ucrania para la Reestructuración (es decir: "la Perestroika"), el Ruj fue fundado en 1989 como un movimiento político-civil, ya que en ese entonces todos los partidos políticos aparte del Partido Comunista de la Unión Soviética eran ilegales. La fundación del Ruj en la RSS de Ucrania fue posible gracias a la política liberalizadora de Mijaíl Gorbachov y su política de la Glásnost. El programa y los estatutos del movimiento fueron propuestos por la Unión de Escritores de Ucrania y se publicaron en la revista literaria Literaturna Ukraína el 16 de febrero de 1989. En ese momento, el Movimiento estaba integrado por varios disidentes soviéticos (siendo uno de los más notables Viacheslav Chornovil, aunque en ese momento también había comunistas liberales y socialdemócratas de centroizquierda afiliados al mismo. El primer Congreso Constituyente del "Movimiento Popular de Ucrania para la Reestructuración" se llevó a cabo durante los días 8-10 de septiembre de 1989 en Kiev. Eligieron como el primer líder del movimiento al poeta y guionista de Ucrania Iván Drach.
La prensa y el gobierno soviético difamaron al movimiento retratándolo como un grupo antisemita. Durante su existencia dentro de la URSS, los miembros del Ruj fueron perseguidos y encarcelados. Inicialmente, el Movimiento tenía como objetivo apoyar la idea reformista de Gorbachov, pero con la rusificación de las políticas en el período final del régimen soviético y luego de que el Soviet Supremo de la Unión Soviética anunciara que el idioma ruso sería oficial en todo el estado, el Movimiento empezó a apoyar ideas abiertamente secesionistas, siendo clave su apoyo al referéndum de independencia de Ucrania de 1991. En las regiones occidentales del país, se popularizó el lema "Pyx": Salvad a Ucrania, compañeros! (cuya abreviatura en ucraniano sería: Рятуйте Україну, Хлопці!).

### Partido político
El 9 de febrero de 1990, el Movimiento se registró de forma oficial como partido político. Después de la creación del Partido Republicano de Ucrania (URP) en enero de 1990 y más tarde el Partido Democrático de Ucrania (DemPU), el Movimiento Popular de Ucrania existía extraoficialmente como una coalición de los dos junto con otras numerosas facciones más pequeñas. Tras la independencia de Ucrania, el Movimiento Popular presentó como candidato en las primeras elecciones democráticas para la presidencia a Viacheslav Chornovil. Este quedó en segundo lugar, recibiendo el 23.27% detrás de Leonid Kravchuk (con el 61,59%).
En las elecciones parlamentarias 1994, obtuvo 20 escaños, que ascendieron a 46 en 1998. En 2002, formó parte de la alianza Nuestra Ucrania, de Víktor Yúshchenko, logrando 18 escaños, aunque perdió 8 de estos en las siguientes elecciones. Formó parte del gobierno de coalición del Bloque Nuestra Ucrania-Autodefensa Popular en 2007, pero en 2012 se quedó sin representación parlamentaria.
En la elecciones presidenciales de Ucrania de 2014 el líder del partido Vasyl Kuybidá recibió el 0,06% de los votos.